# Verlengde vijfhoekige koepel
Een verlengde vijfhoekige koepel is in de meetkunde het johnsonlichaam J20. Deze ruimtelijke figuur kan worden geconstrueerd door een vijfhoekige koepel J5 op een decagonaal prisma te plaatsen en is het deel van onder andere een verlengde vijfhoekige orthogonale dubbelkoepel J38.
De 92 johnsonlichamen werden in 1966 door Norman Johnson benoemd en beschreven.
- (en)  MathWorld. Elongated Pentagonal Cupola